# Elleston Trevor
Elleston Trevor, geboren als Trevor Dudley-Smith (* 27. Februar 1920, Bromley, Kent; † 21. Juli 1995, Cave Creek, AZ), war ein britischer Schriftsteller, der Kriminalromane, Kinder- und Jugendliteratur, Bühnenstücke und auch Kurzgeschichten schrieb. Auffällig waren seine vielen weiteren Pseudonyme: Mansell Black, Trevor Burgess, Roger Fitzalan, Adam Hall, Howard North, Simon Rattray, Warwick Scott, Caesar Smith und Lesley Stone. Vier Romane erschienen unter seinem Geburtsnamen Trevor Dudley-Smith.

## Leben
Während seiner weniger glücklichen Jugend besuchte Trevor die Yardley Court Preparatory School und das Internat Sevenoaks School (1932 bis 1938). 18-jährig übte er sich einige Zeit als Nachwuchs-Rennfahrer, wechselte mit Kriegsbeginn zur Royal Air Force (RAF) und arbeitete dort als Flugzeugingenieur. Zu einem fliegenden Einsatz kam es für ihn aufgrund einer Hypersensibilität seiner Augen nicht.
1947 heiratete er seine erste Frau Jonquil Burgess, eine Kinderbuchautorin, mit der er einen Sohn hatte. Zwischen 1958 und 1973 lebte Trevor in Frankreich und ließ sich danach in Phoenix (Arizona) nieder. Nach dem Tode seiner Frau im Jahre 1986 heiratete er die Schriftstellerin Chaille Anne Groom. Elleston Trevor starb 1995 in Cave Creek an Krebs.
Elleston Trevor begann seine Schriftstellerkarriere noch während des Militärdienstes bei der RAF. Der Londoner Verleger Gerald G. Swan förderte ihn durch die Veröffentlichungen von Trevors Kurzgeschichten (Elleston Trevor Miscellany) oder seine Tier-Geschichten für Kinder. 1946 kreierte er sein Pseudonym Elleston Trevor, das er später als richtigen Namen annahm. Mit Night Sinister begann Trevor 1951 eine Krimiserie mit einem Protagonisten, der ihm im englischsprachigen Raum Popularität einbrachte. Unter dem Pseudonym Simon Rattray ließ er Hugo Bishop auftreten, der seine Fälle ähnlich Agatha Christies schon 1920 geschaffenem belgischem Privatdetektiv Hercule Poirot weniger gewaltsam mit den „kleinen grauen Zellen“ löste.
Der internationale Durchbruch gelang Trevor 1964 mit seinem in viele Sprachen übersetzten Roman The Flight of the Phoenix (dt. Phoenix aus dem Sand), 1965 von Robert Aldrich unter gleichnamigem Titel verfilmt (dt. Der Flug des Phoenix (1965)). Im gleichen Jahr erreichte er mit dem Roman The Berlin Memorandum (dt. Das Berlin-Memorandum) einen weiteren Welterfolg: Sowohl der französische Grand prix de littérature policière als auch der amerikanische Edgar Allan Poe Award gingen 1966 in deren wichtigster Kategorie Bester Roman an Elleston Trevor. Mit diesem Agenten-Thriller begründete Trevor seine Quiller-Serie, die er unter dem Pseudonym Adam Hall schrieb und die ihn auch in Deutschland bekannt machte. Der Roman wurde 1966 von Michael Anderson unter dem Titel Das Quiller-Memorandum – Gefahr aus dem Dunkel (The Quiller Memorandum) verfilmt. Bis 1994 erschienen regelmäßig Romane mit dem Agenten Quiller, anfangs themenbehaftet mit dem Kalten Krieg, später behandelten die Werke auch Terrorismus oder Auseinandersetzungen mit der Mafia. Trevor schickte seinen Agenten dabei in viele krisenbehaftete Länder rund um die halbe Welt.

## Auszeichnungen
- 1966 Grand prix de littérature policière (Kategorie International) für Berlin memorandum (Original: The Berlin Memorandum. Dt. Das Berlin-Memorandum. Bastei Lübbe, Bergisch Gladbach 1989.)
- 1966 Edgar Allan Poe Award (Kategorie Best Novel) für The Berlin Memorandum (dt. Das Berlin-Memorandum. Bastei Lübbe, Bergisch Gladbach 1989.)

## Werke

### Romane
Hugo Bishop-Serie (als Simon Rattray)
- 1951 Knight Sinister[Anm 1]
- 1952 Queen in Danger[Anm 1]
- 1953 Bishop in Check[Anm 1]
- 1954 Dead Silence[Anm 1][Anm 2]
- 1955 Dead Circuit[Anm 1][Anm 3]
- 1957 Dead Sequence

Quiller-Serie (als Adam Hall)
- 1965 The Berlin Memorandum[Anm 4]
  - dt. Das Berlin-Memorandum. Bastei Lübbe, Bergisch Gladbach 1989, ISBN 3-404-13226-2.
- 1966 The 9th Directive
  - dt. Der 9. Befehl. Universitas, Berlin 1967.
- 1968 The Striker Portfolio
- 1971 The Warsaw Document
- 1973 The Tango Briefing
  - dt. Himmelfahrtstango. Ullstein, Frankfurt/M. 1974, ISBN 3-548-01638-3.
- 1975 The Mandarin Cypher
  - dt. 555 ruft Mandarin. Ullstein, Frankfurt/M. 1975, ISBN 3-548-01722-3.
- 1976 The Kobra Manifesto
  - dt. Das Kobra-Manifest. Ullstein, Frankfurt/M. 1976, ISBN 3-548-01788-6.
- 1978 The Sinkiang Executive
  - dt. Mission in Sinkiang. Ullstein, Frankfurt/M. 1979, ISBN 3-548-10002-3.
- 1979 The Scorpion Signal
- 1981 The Pekin Target (US-Titel The Peking Target, 1982).
- 1985 Northlight (US-Titel: Quiller).
  - dt. Nordlicht. Bastei Lübbe, Bergisch Gladbach 1986, ISBN 3-404-13068-5.
- 1988 Quiller's Run
  - dt. Quiller steigt aus. Bastei Lübbe, Bergisch Gladbach 1989, ISBN 3-404-13180-0.
- 1989 Quiller KGB
  - dt. Unternehmen Gorbatschow. Bastei Lübbe, Bergisch Gladbach 1990, ISBN 3-404-13263-7
- 1990 Quiller Barracuda
  - dt. Barracuda. Bastei Lübbe, Bergisch Gladbach 1991 ISBN 3-404-13298-X.
- 1991 Quiller Bamboo
- 1992 Quiller Solitaire
- 1993 Quiller Meridian
- 1994 Quiller Salamander
- 1996 Quiller Balalaika

Weitere
- 1943 Over the Wall (als Trevor Dudley-Smith)
- 1944 Double Who Double Crossed (als Trevor Dudley-Smith)
- 1946 The Immortal Error
- 1948 Escape to Fear (als Trevor Dudley-Smith)
- 1948 Now Try the Morgue (als Trevor Dudley-Smith)
- 1950 Chorus of Echoes
- 1951 Dead on Course (als Mansell Black)
- 1951 Image in the Dust (als Warwick Scott)[Anm 5] (US-Titel: Cockpit)
- 1951 Redfern's Miracle
- 1951 Sinister Cargo (als Mansell Black)
- 1951 Tiger Street
- 1952 A Blaze of Roses (UK-Titel: The Fire-Raiser, 1970)
- 1953 Shadow of Evil (als Mansell Black)
- 1953 The Domesday Story (als Warwick Scott)[Anm 5] (US-Titel: Doomsday)
- 1953 The Passion and the Pity
- 1954 Steps in the Dark (als Mansell Black)
- 1954 Naked Canvas (als Warwick Scott)[Anm 6]
- 1955 The Big Pick-Up
- 1955 Squadron Airborne
- 1956 The Killing Ground
- 1956 Gale Force
  - dt. Windstärke 10. Zsolnay, Wien 1957.
- 1957 Heat Wave (als Caesar Smith)[Anm 5]
- 1957 The Pillars of Midnight
  - dt. Die nackten Seelen. Dörner, Düsseldorf 1965.
- 1958 Dream of Death
- 1959 Silhouette
- 1959 The V.I.P.
- 1960 The Billboard Madonna
- 1960 The Mind of Max Duvine
- 1961 The Burning Shore (US-Titel: The Pasang Run, 1962),
  - dt. Flammende Küste. Zsolnay, Wien 1962,
- 1963 The Volcanoes of San Domingo (als Adam Hall)
- 1964 The Flight of the Phoenix[Anm 7]
  - dt. Phönix aus dem Sand. Zsolnay, Wien 1965.
- 1965 The Second Chance
- 1965 Weave a Rope of Sand
- 1966 The Shoot
- 1967 A Blaze of Arms (als Roger Fitzalan)[Anm 8]
- 1967 The Freebooters
- 1968 A Place for the Wicked
  - dt. Wo die Bösen sich verstecken. Zsolnay, Wien 1969.
- 1970 Bury Him Among Kings
- 1973 Expressway (als Howard North)
  - dt. Himmelfahrtstango. Ullstein, Frankfurt/M. 1974, ISBN 3-548-01638-3.
- 1975 The Paragon (US-Titel: Night Stop)
  - dt. Agonie im Sandsturm. Ullstein, Frankfurt/M. 1976, ISBN 3-548-01771-1.
- 1977 The Theta Syndrome
  - dt. Gehirntrauma. Ullstein, Frankfurt/M. 1980, ISBN 3-548-20041-9.
- 1977 Blue Jay Summer
  - dt. Der Sommer des Blauhähers. Ullstein, Frankfurt/M. 1979, ISBN 3-548-03537-X.
- 1977 Seven Witnesses
- 1979 The Sibling (als Adam Hall)
- 1981 The Damocles Sword
- 1983 The Penthouse
- 1984 Deathwatch
  - dt. Todesviren. Bastei Lübbe, Bergisch Gladbach 1987, ISBN 3-404-13126-6.
- 1985 Siren Song (als Lesley Stone)[Anm 9]
- 1987 Riviera Story (als Lesley Stone)
- 1994 The Sister
- 1994 Flycatcher

### Kurzgeschichten
- 1944 Elleston Trevor Micellany. Gerald G. Swan, London.
- 1965 The Chicken Switch. In: Science Fantasy. Ausgabe April 1965.
- 1968 Last Rites. In: Espionage Magazine. Ausgabe April 1968.

### Kinder- und Jugendbücher
Tier-Serie
- 1943 Scamperfoot the Pine Marten
- 1944 Ripple-Swim the Otter
- 1945 Shadow the Fox

Wumpus-Serie
- 1945 Wumpus
- 1947 More about Wumpus
- 1948 Where's Wumpus

Weitere
- 1943 Into the Happy Glade (als Trevor Dudley-Smith)
- 1944 By a Silver Stream (als Trevor Dudley-Smith)
- 1945 Deep Wood
- 1946 Heather Hill
- 1948 The Island of the Pines
- 1948 The Secret Travellers
- 1948 Badger's Beech
- 1948 The Wizard of the Wood
- 1949 A Spy at Monk's Court (als Trevor Burgess)
- 1949 Badger's Moon
- 1949 Ant's Castle
- 1950 Mystery of the Missing Book (als Trevor Burgess)
- 1951 Mole's Castle
- 1951 Sweethallow Valley
- 1951 Challenge of the Firebrand
- 1951 Secret Arena
- 1953 The Racing Wraith (als Trevor Burgess)
- 1955 Forbidden Kingdom
- 1958 Badger's Wood
- 1959 The Crystal City
- 1959 Green Glade
- 1963 Squirrel's Island
- 1975 The Chipmunks of Willow Wood

### Bühnenstücke
- 1959 The Last of the Daylight
- 1960 Murder by All Means
- 1963 The Search[Anm 10]
- 1971 A Pinch of Purple
- 1972 A Touch of Purple
  - dt. Farbige Spuren. S. Fischer, Frankfurt/M. 1974.
- 1972 Just Before Dawn